# Tirúa
Tirúa este un oraș cu 9.664 locuitori (2002) situată în Provincia Arauco, Chile. Este situată la 212 km de orașul Concepción.